# ガウォーク
- 超時空シリーズ > ガウォーク
- マクロスシリーズ > 可変戦闘機 (マクロスシリーズ) > ガウォーク

ガウォーク（GERWALK）とは、アニメ「超時空シリーズ」および「マクロスシリーズ」に登場する架空の兵器が持つ形態名、または機体分類名のひとつ。航空機形態と人型ロボット形態の中間に当たり、2脚で着地、歩行、またはホバリング（浮上）移動する。
名称のGERWALKとは、Ground Effective Reinforcement of Winged Armament with Locomotive Knee-joint（可動膝関節による有翼地面効果支援兵器）の頭字語である。

## 概要
この形態は、「超時空シリーズ」「マクロスシリーズ」の第1作である『超時空要塞マクロス』に登場する可変戦闘機の変形モードの1つとして初登場した。
本来は、『超時空要塞マクロス』以前にスタジオぬえが準備していた企画『ジェノサイダス』の主役メカの名称だった。ぬえ所属のメカニックデザイナー、宮武一貴と河森正治は「従来の人型ロボットに代わる主役メカ」を模索していた。1年ほど粘ってもアイデアは出なかったが、河森が友人とスキー旅行に行った際、スキーヤーが膝を曲げて滑降している姿を見て、膝関節が逆（後ろ）向きに曲がる2脚歩行メカを思いつく。旅行後に宮武へ報告すると、偶然にも宮武も4脚の逆関節メカを思いついていたという。そこから河森案を採用し、ぬえ所属の脚本家、松崎健一が「ガウォーク」と命名した。宮武がデザインしたのは、飛行形態と地上戦闘形態に2段変形する通常タイプの「ガウォーク・デストローパー」と、人型（駐機状態）を含め4段変形するエリート部隊用の「ガウォーク・アクエリアス」。アクエリアスに人型を取り入れたのはスポンサーの指示にやむなく応じたためで、宮武は「劇中に人型が登場するシーンなんて、出さなくていいぐらいな気持ちでしたね」と語っている。
しかし、当時のロボットアニメのメインスポンサーだった玩具メーカーからは理解を得られず、企画が難航している間に、『スターウォーズ 帝国の逆襲』（1980年日本公開）に2脚逆関節メカAT-ST（英語版、通称：チキンウォーカー）が登場する。映画の試写でそれを観た河森と宮武は茫然とし、一緒にいた大西良昌（ビックウエスト社長）から「君たちがやりたいのはこれだよね？」と言われたという。さらに、日本のロボットアニメでも『戦闘メカ ザブングル』（1982年2月スタート）のウォーカーマシンに先を越されることになった。
その後、『超時空要塞マクロス』で河森がデザインしたVF-1バルキリーは、当初航空機形態（ファイターモード）と人型ロボット形態（バトロイドモード）の2段変形だった。ぬえの近所の渡辺技研で玩具見本用のモックアップを作ってもらい、それを監修している時、関節のロックが外れてファイターから両脚が垂れ下がりガウォークらしき格好になったため、そのまま3段変形の中間形態・ガウォークモードとして採用することになった。この偶然の発見談は、作品内でも「バルキリーの試験飛行中にアクシデントで偶然発見された」という設定に反映されている。
それ以前のロボットアニメにも、乗り物型から人型への2段変形メカニズムは見られた。中間形態として生み出されたガウォークは、バルキリーの変形アイデアの斬新さの象徴でもあり、呼称とコンセプトは続く『超時空世紀オーガス』、『超時空騎団サザンクロス』などの「超時空シリーズ」でも継承された。また、『ジェノサイダス』に関わっていたアートミックも『機甲創世記モスピーダ』などのアニメ・模型作品に、ガウォークを参考にしたデザインを登場させた。
ガウォークのような逆関節の膝をもつメカのことを「鳥脚メカ」と呼ぶ場合があるが、鳥の場合、逆関節にみえるのは膝ではなく踵（かかと）である（鳥類の体の構造を参照）。

## 設定

### 超時空要塞マクロス
可変戦闘機が航空機形態（ファイター）から人型ロボット形態（バトロイド）へ、またはその逆の変形をする途中の段階で、航空機に手足が生えたような姿をしている。メインエンジンを搭載した脚部を垂らし、機体下方へエンジン推力偏向することでVTOL飛行を行い、背部ロケットブースターと組み合わせてホバリング移動を行える。また、両脚を前後に動かし地表を疾走することもできる。
VF-1バルキリーの開発過程で発見されたもので、当初はファイターからバトロイドへの変形途中の無防備状態を避けるための過渡形態に過ぎなかったが、試作機VF-X1のテスト飛行中、変形の不良で不時着する際に偶然その有用性が確認された。この形態のままホバリングを行い地上を滑空したところ、バトロイドほど操縦性は難しくなく、高速滑走形態での安定性からパイロットの負担軽減の有用性が認められ、正式に運用パターンとして組み込まれることになった。特に、初期のVF-1パイロットのうち従来戦闘機からの転換組でバトロイドの操作に不慣れな者は、好んで使用していた。さらに、脚部を降ろして腕部は畳んだままのファイターとガウォークの中間形態も存在しており、便宜的に「ガウォーク・ファイター」と呼ばれる場合がある。航空力学的な空気抵抗が減るため、非戦闘時の哨戒活動や低空高速移動に用いられる。ファイターモードで着陸脚や滑走路に支障をきたした場合も、この形態で走行滑走やVTOLにより離着陸が可能となる。また、仮にバトロイド形態で腕部が破損しても、この形態にて移動や戦闘、戦域からの脱出が可能で、戦闘継続性やパイロットの生残性を高めることとなった。
空中戦（ドッグファイト）の戦技としては、ファイターモードで敵機に背後を取られた際、ガウォークへ変形して両脚部を前方へ展開。空気抵抗とエンジンの逆加速によって急減速し、敵機との位置関係を逆転するという応用法がある（第19話）。また、片脚のみを降ろした半ガウォーク形態で急速反転するという裏技的なテクニックもある。
OP映像では空中でファイターからガウォークへ変形して市街地へ垂直降下、地表をホバリング移動しながらバトロイドへ変形するという流れで機能が表現された。本編ではリン・ミンメイの空中キャッチ（第2話）や早瀬未沙の救出（第7話、第27話）といった一条輝の活躍シーンでガウォークが使われている。
「マクロスシリーズ」に登場する他の可変戦闘機もそのシステムを継承しており、時間軸は前になるが『マクロス ゼロ』ではガウォーク同士の密林戦や格闘戦が描かれている。また、ゲーム作品や『マクロスF』に登場する可変爆撃機 VB-6 ケーニッヒモンスターは、デストロイド・モンスターに酷似した通常の射撃形態をガウォークと呼んでいる（バトロイドに相当する形態はデストロイドと呼ばれる）。『超時空要塞マクロスII -LOVERS AGAIN-』ではガウォークのみに形態を固定した「ガウォークロイド」なる機種が登場する。

### 超時空世紀オーガス
作品舞台となる混乱時空の各勢力のうち、イシュキックを筆頭にチラム軍の使用するデバイス（機動兵器）群がガウォークと総称される。時空混乱前の旧人間世界では、ブロンコIIのような戦闘機のメインエンジンが歩行脚に変形するガウォーク兵器が使用されており、『マクロス』でVF-1J型の生産を行っていた新中州重工と同名の企業が開発したという裏設定も存在した。その流れを汲むチラム軍のデバイスも、腕がなく脚だけの「脚メカ」が主流となったが、基本的に反重力システム（ナイキックからは慣性制御システム）が導入されているので、推進用以外に噴射式エンジンが使われることはない。
逆に、異世界のエマーンでは発達した慣性制御技術により、脚がなく腕だけを付けた「腕メカ」のドリファンドが主流である。この、腕メカと脚メカの技術を掛け合わせたのが、オーガスタイプやナイキックのような四肢を持つ変形メカであり、ガウォークも変形モードの1つと位置付けられた。
オーガスタイプはフライヤー（高速飛行形態）、ガウォーク（低速飛行形態）、タンク（陸戦形態）、オーガロイド（格闘形態）の4モード変形兵器である。ガウォークはフライヤーから脚部を展開した形態である。腕部はフライヤーとは異なる畳み方をするが、バルキリーのように展開して腕として機能することはない。飛行性能の補助として、改装前のブロンコIIの主翼（外装ミサイル懸架用）・エンジン（前進用）が付いているが、基本的に慣性制御で浮揚可能なため、脚部にホバリング用のエンジンは搭載されていない。

### 超時空騎団サザンクロス
作中では呼称されていないが、設定上では中間形態がガウォークとされている。ただ、あくまでも「中間形態」の意味合いしかなく、戦略機甲隊の主力戦闘車輌「スパルタス」のガウォーク形態は脚の生えた自走砲（ あるいは 自走式対空砲 ）、宇宙機甲隊の主力機「ローガン」では頭部のない人型など、同じ形態名称でも機種ごとの統一性はない。また、脚部が逆関節ではない、滑走・滑空しないなど、形状や運用方法も前2作とは明らかに異なる。なお、第13話より登場する宇宙機甲隊の主力可変戦闘機でローガンの後継機である「オーロラン」は、陸軍主体の開拓惑星守備軍「サザンクロス軍」の成立経緯上から、比較的長時間の対地攻撃と近接航空支援による中間形態での運用こそが主目的であるため、ガウォーク形態を持たず、その形態の代替用途に当るものとしてヘリコプター形態（あるいは複合ヘリコプター形態）が設定されている。

## 他作品への影響

### アニメ
機甲創世記モスピーダ
可変戦闘機 AFC-01 レギオス（「ロボテック」版型式番号は VFA-6）が、バルキリーと同種の3段変形を行う。ガウォークに相当するのは、「アーモダイバー」と呼ばれる中間形態。なお、戦闘機形態は「アーモファイター」、人型ロボット形態は「アーモソルジャー」という名称である。また、レギオスと合体する支援機 AB-01 トレッド（「ロボテック」版型式番号は VFB-9 / VE-12 ）も同様に3段変形を行う。
ロボテック・シリーズ
『マクロス』、『サザンクロス』、『モスピーダ』の3作品を、同一世界の異なる時代と世代を描いた、連続する一つの大河シリーズとして翻案、再編集された作品である「ロボテック・シリーズ (Robotech) 」がアメリカ合衆国他の海外諸国に存在する。同作では、可変戦闘メカは、可変戦闘機を地上戦闘車輌や艦艇にも拡張した「ベリテック (Veritech) 」と総称され、そのガウォーク形態は「ガーディアン・モード (英: Guardian Mode) 」と呼ばれている。

2007年2月に英語圏・スペイン語圏で OVA として発売または劇場公開された海外オリジナルの新作『シャドウ・クロニクル（影の年代記） (Robotech: The Shadow Chronicles) 』にもこの概念を受け継いだ機体が活躍するなど、国際的にも認知度が高い。
また、海外独自制作作品には、腕なしのいわゆる「ガウォーク・ファイター」までの二形態のみの可変をする機体、YVF-14「タイガーキャット (Tigercat) 」、YVM-29「ラースタチュカ・ビース (Ласточка бис) 」、SVR-1「ヴォイヤー (Voyeur) 」 / SVT-1 「ヴィクセン (Vixen) 」などが各種二次的連続性作品に登場する。

### 模型
銀河の鷲 メガロ・ザマック
今井科学のオリジナル模型シリーズ。「F-4ファントム」や 「マクドネル・ダグラス AV-8B ハリアー II」をモデルに「ガウォーク・ファントム」や「ガウォーク・ハリアー」を発売した。デザインはアートミック。
ロボダッチ
シリーズ後半は同じくアートミックがデザイン、今井科学が発売を担当した模型シリーズ。「スペース・ガウォーク」という2頭身キャラクターセットが存在した。宇宙戦闘機やヘリコプターに足を付けたオリジナル物。
木製工作セット・シリーズ：ガウォーク
今井科学の木製板の型抜きによる組立キット。銀河の鷲 メガロ・ザマックのプラモデル版を木製化したと思われる No.27：FB-40「ガウォーク・ファントム」(GERWALK PHANTOM)、No.28：MA-92「ガウォーク・ハリアー 」(GERWALK HARRIER)の2種、同社の木製工作セット（組み立てキット）・シリーズ独自デザインの No.29： （マクドネル）ダグラス F-15、No.30： ロッキード F-104の2種の合計4種が発売されていた。可変システムのデザインは上記「ガウォーク・ファントム」に類似、同社のオリジナルであるが、流通数も少なく世間一般の知名度も低い。

### 河森正治作品
創聖のアクエリオン
バルキリーのデザインを手がけた河森正治監督のロボットアニメ。河森がデザインを担当した強攻型アクエリオンの形態の1つ「アサルトウォーカー」が、ガウォークに似ている。
あにゃまる探偵 キルミンずぅ
河森原案の女児向けアニメ。人間が三頭身の着ぐるみのような「着ぐるみモード」と完全な動物「アニマルモード」に変身する。河森は中間形態「着ぐるみモード」の重要性について言及する際、これをガウォークにたとえている。